# Stenotrophomonas maltophilia
Stenotrophomonas maltophilia es una bacteria aerobia gramnegativa no fermentadora de lactosa y oxidasa negativa, ampliamente difundida en el medio ambiente y patógeno humano oportunista multirresistente, especialmente del tracto respiratorio.
La Stenotrophomonas maltophilia se aisló por primera vez en 1943 como Bacterium bookeri. Posteriormente se describió como Pseudomonas maltophilia en 1961 y fue agrupada en el género Xanthomonas. En 1993 se agrupó en su propio género Stenotrophomonas.
S. maltophilia es una bacteria ambiental que se encuentra en hábitats acuosos, incluyendo rizosferas vegetales, animales, alimentos y fuentes de agua.  Las Stenotrophomonas también forma con facilidad biopelículas que le permiten colonizar y reproducirse en ambientes extremos para otras bacterias como soluciones desinfectantes tipo clorhexidina, en material aséptico de hospitales, en transbordadores espaciales, etc. No es un patógeno intrínsecamente virulento, pero su capacidad para colonizar pacientes inmunosuprimidos, reproducirse en pacientes con antibioterapia previa y en superficies de dispositivos médicos la convierte en una bacteria con alto índice de morbimortalidad.

## Cuadros clínicos
Las infecciones de S. maltophilia pueden ocurrir en una variedad de órganos y tejidos. La mayoría de infecciones se producen en pacientes inmunodeprimidos u hospitalizados como infección nosocomial asociada a tratamiento antibiótico previo de amplio espectro (especialmente tras un carbapenem), portadores de catéteres venosos centrales, ventilación mecánica, etc. Las patologías que con mayor frecuencia produce son infecciones del tracto respiratorio y bacteriamia en pacientes portadores de catéteres venosos centrales.  Además, afecta especialmente a personas inmunodeprimidas o con enfermedades respiratorias previas (muy importante en pacientes con fibrosis quística).
Otros cuadros clínicos típicos, además de las infecciones respiratorias, son: celulitis, abscesos cutáneos, ectima gangrenoso, queratitis, escleritis, dacriocistitis, endoftalmitis, infección del tracto urinario, meningitis, endocarditis bacteriana, colangitis, peritonitis (en pacientes en diálisis peritoneal), agudización de EPOC, artritis séptica, etc.

## Tratamiento
Es intrínsecamente resistente a las antibióticos betalactámicos, incluyendo carbapenémicos y la gran mayoría de cefalosporinas. Cuenta con dos betalactamasas cromosómicas inducibles, una de clase B (metaloenzima dependiente de zinc) que inactiva carbapenems (sensible sin embargo al aztreonam) y otra de clase A inhibible con ácido clavulánico. Es resistente también a la mayoría de aminoglucósidos como amikacina, gentamicina o tobramicina, y a varias quinolonas.
Suele ser sensible a antibióticos como el cotrimoxazol, el más recomendado contra esta bacteria, a la rifampicina, a la tigeciclina, a la colistina y suelen tener sensibilidad parcial a algunas tetraciclinas como doxiciclina o minociclina, a algunas quinolonas como moxifloxacino o levofloxacino, etc.